# Măglizj
Măglizj (bulgariska: Мъглиж) är en ort i Bulgarien.   Den ligger i kommunen Obsjtina Măglizj och regionen Stara Zagora, i den centrala delen av landet, 180 km öster om huvudstaden Sofia. Măglizj ligger 353 meter över havet och antalet invånare är 3 643.